# Akademie für Kunst, Architektur und Design Prag

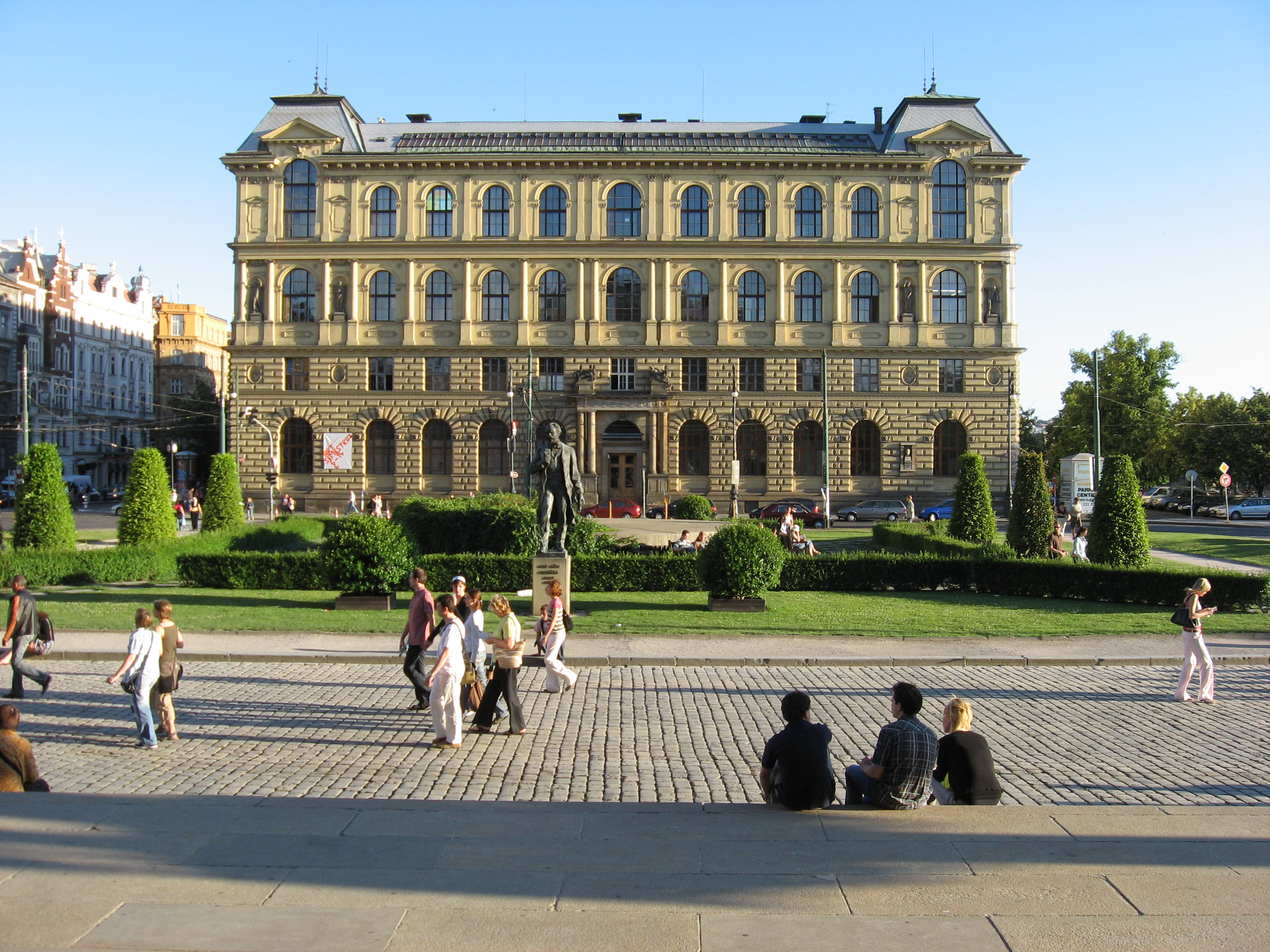
Universitätsgebäude

Die Akademie für Kunst, Architektur und Design Prag, tschechisch Vysoká škola umělecko-průmyslová (VŠUP), in Prag ist eine Universität für bildende Künste.

## Geschichte

### 1885 bis 1939
1885 wurde in Prag im Sinne des Gottfried Semper die „Kunstgewerbeschule“ (Uměleckoprůmyslová škola, UPŠ) gegründet, die einzige staatliche Kunstschule in Böhmen. 1882 bis 1885 wurde der Schulneubau von František Schmoranz d. J. und Jan Machytka errichtet; ein Gebäudeflügel nutzte die UPŠ – den anderen die Kunstakademie Prag.
Die Kunstgewerbeschule war zunächst aufgeteilt in ein grundständiges dreijähriges Studium, an das sich ein drei- bis fünfjähriges weiterführendes Studium im Fachgebiet Architektur, Bildhauerei, Malerei, Zeichnen und Graphik, Metallbearbeitung, Holzbearbeitung, Blumenmalerei, Keramik anschloss.
Gründungsdirektor war der Architekt František Schmoranz mit der Professorenschaft František Ženíšek (1885–1896), Josef Václav Myslbek (1885–1896), Jakob Schikaneder (1885–1923), Celda Klouček (1887–1917), Felix Jenewein (1890–1902) und Friedrich Ohmann (1888–1898). Kunstgeschichte wurde u. a. gelehrt von Otakar Hostinský (1885–1893) und Karel Boromejský Mádl (1886–1916). Die ersten Absolventen der UPŠ Jan Preisler, Stanislav Sucharda, Josef Mařatka, Vojtěch Preissig, František Kobliha, Bohumil Kafka und Julius Mařák.
Mit der Verstaatlichung der Prager Kunstakademie im Jahre 1896 verlor die Kunstgewerbeschule ihren bisher einzigartigen Status und auch die meisten Professoren. Mit dem Architekten Jiří Stibral (1886–1920) fand sie einen neuen prominenten Gelehrten auf dem Gebiet der angewandten Künste. Mit der neuen Professorenschaft Stanislav Sucharda, Jan Preisler, Karel Vítězslav Mašek, Alois Dryák, Ladislav Šaloun und insbesondere Jan Kotěra. Kotěra hatte wesentlichen Einfluss auf die Neuausrichtung genommen und die Schule als internationales Diskussionsforum der Art-Nouveau-Bewegung etabliert.
1900 übernahm die UPŠ die Vertretung der tschechischen Kunst auf der Weltausstellung in Paris. Die UPŠ gewann hier den Grand Prix. Anfang des 20. Jahrhunderts wurde die Schule im tschechischen Kubismus eine Anlaufstelle der Avantgarde mit Namen wie Josef Čapek, Václav Beneš, Josef Gočár, František Kysela, Bohumil Kubišta, Otakar Novotný, Linka Procházková, Jan Zrzavý, Václav Špála, Josef Šíma, Emilie Paličková, Jaroslav Rössler und Pravoslav Kotík.
Nach der offiziellen Gründung der Tschechoslowakei 1918 wurde die Schule reformiert. In den 1920er Jahren lehrten u. a. Pavel Janák, František Kysela, Jaroslav Horejc, Vratislav Hugo Brunner und Helena Johnová und Kunsthistoriker wie Antonín Matějček, Václav Vilém Štech und Jaromír Pečírka. Diese Professoren hatten wesentlichen Einfluss genommen auf das Profil der Schule, insbesondere auf die Art Nouveau-Ausrichtung. Die meisten Studenten und Lehrer entwickelten einen speziellen Art-déco-Stil, der auch im Ausland bekannt wurde.
Ende der 1920er Jahre wandte man sich unter dem Einfluss des deutschen Bauhauses dem Konstruktivismus und Funktionalismus zu. Treibende Kraft an der Hochschule war Otakar Novotný sowie Jan Bauch, Cyril Bouda, Karel Černý, Toyen, František Foltýn, Ľudovít Fulla, Mikuláš Galanda, František Gross, František Hudeček, Václav Kaplický, Antonín Kybal, Zdeněk Sklenář, Karel Souček, Ladislav Sutnar, Karel Svolinský, Jiří Trnka und Ladislav Zívr.
Nach dem Einmarsch Deutschlands 1939 wurde die Kunstgewerbeschule mit der Prager Kunstakademie zusammengeschlossen.

### 1946 bis 1989
1946 wurde die Schule mit dem Status einer Hochschule wiederbegründet und zwar mit der Bezeichnungen „Hochschule für Kunstgewerbe“ (Vysoká škola uměleckoprůmyslová, VŠUP). Die neue Schule richtete 1947 die Abteilungen Architektur, Malerei, Graphikdesign, Textil- und Modedesign, Bildhauerei sowie Porzellan und Keramikdesign ein.
Nach der kommunistischen Machtübernahme im Februar 1948 änderten sich die Rahmenbedingungen für die neue Akademie dramatisch. Bedingt durch staatliche Auflagen wurde nunmehr ausdrücklich die Lehre des Sozialistischen Realismus vermittelt u. a. durch Adolf Hoffmeister und Arsén Pohribný. Absolventen dieser zeit waren Věra Janoušková, Hermína Melicharová, Čestmír Kafka, Milan Grygar, Stanislav Kolíbal, Stanislav Libenský, Zdeněk Palcr, Adriena Šimotová, die Válová Schwestern, Jiří John, Eva Kmentová, Květa Pacovská, Olbram Zoubek, Vladimír Kopecký, Jiří Balcar oder René Roubíček. Die Akademie gewann in dieser Zeit den Preis für den tschechischen Pavillon auf der Brüssler Expo 58.
In den 1960er Jahren wurde die Akademie nochmals reorganisiert. Die Studiendauer wurde auf sechs Jahre festgelegt mit dem Ziel einer freien künstlerischen Selbstentfaltung. Es wurde eine Abteilung für Industriedesign eingegliedert, die ehemalige Kunsthochschule in Zlín.
In den 1970er Jahren verfiel die Akademie aufgrund der politischen Entwicklungen in der Tschechoslowakei in eine Krise. Bedeutende Professoren wie František Muzika, Adolf Hoffmeister, Antonín Kybal, Karel Svolinský und Jiří Trnka verließen die Schule. Unter der Führung von Jan Simota wurde die Akademie zwischen 1973 und 1985 entsprechend den politischen Phrasen des Staates geführt. Unter diesem Einfluss fand 1985 die 100-Jahr-Feier statt. Der Kurs der Akademie wurde ab 1985 von Jan Mikula im Sinne seines Vorgängers weitergeführt.

## Organisation
1989 wurde unter dem neuen Rektor Josef Hlaváček die Akademie reorganisiert. Zusammen mit Zdeněk Ziegler und Jiří Pelcl wurde das heutige Gesicht der Akademie für Kunst, Architektur und Design Prag geprägt. Die Akademie ist heute in zahlreiche internationale Netzwerke eingebunden und stellt sich mit sechs Fakultäten und 23 Studios in den Fachrichtungen Architektur, Design, Lifestyle Design, Freie Kunst und Graphikdesign unterstützt durch Kunstgeschichte und Ästhetik, dar.
2006 wurde Pavel Liška Rektor der Akademie.
Die Studienprogrammen führen nach sechs Jahren zu einem Masterabschluss. Postgraduale Masterstudien führen nach zwei Jahren zu einem Master in Kunstgeschichte, Designtheorie und Neue Medien. Drei- bis Fünfjährige Promotionsstudiengänge mit Abschluss PhD werden in den vier Fächern Architektur und Design, Graphik und Visuelle Kommunikation, Freie und angewandte Kunst sowie in Ausstellungsmanagement und Designkritik angeboten.